# Säpop
Säpop var ett musikprogram som sändes år 2004 i SVT med Josefine Sundström som programledaren Topsy. Namnet på programmet var troligen inspirerat av Säpo (Säkerhetspolisen) och i programmet ingick även ett par agenter som var med och presenterade olika musikvideor, en av dem spelad av Henrik Dorsin. 
SVT beskrev programmet så här: "Säpop är programmet som gör allt för att lotsa tittarna genom rockkulturens oberäkneliga värld. Programmet nafsar nöjesindustrin i nacken och mjölkar det gottaste ur minsta händelse i underhållningsbranschen. Topsy och gänget bjuder också på ögon- och örongodis i form av aktuell musik samt en bländande show av artistframträdanden i studion."

## Medverkande
Bland de ansvariga för programmet märks Birgitta Bornholm, Henrik Pellmé, Henrik Dorsin, Alf Pilnäs, Josefin Sundström och Rikard Ulvshammar. 

## Artister
I varje program framträdde en artist eller grupp. Dessa var Nina & Kim, September, Bosson, Her Majesty, Sara Löfgren, Nina Rochelle, The Mo och Noice.

## Kritik
Programmet ansågs vara en flopp och lades ner efter bara en säsong. Bland annat skrev popkulturjournalisten Andres Lokko i tidningen Expressen efter att ett avsnitt sänts att programmet var ett "slöseri med liv, pengar och tid":
| ”              | Jag har aldrig sett något enskilt tv-program som ens kommer i närheten av ett sådant komplett slöseri med liv, pengar och tid. "Säpop" får "Solstollarna" att framstå som en fulländad korsning av "Citizen Kane" och "The Office". | „ |
| – Andres Lokko | |   |

| ”              | Vill aldrig, aldrig, aldrig behöva ägna den kompletta avsaknaden av både regi och skådespelare, de övertydliga "ironierna" eller det obefintliga manuset en enda tanke till. [...] "Säpop" är ju inte bara undermålig television som utger sig för att vara intelligent samtidssatir, det är också ett utmärkt argument för återinförandet av kölhalning. | „ |
| – Andres Lokko | |   |

| ”              | Jag ser ingen annan utväg än att hänga ut de ansvariga med namn. Klipp ut dessa namn. Lägg dem i ett kuvert. Plocka inte fram det igen förrän offentliga spöstraff blir lagliga igen. Räcker inte det för att stoppa de sju återstående avsnitten av "Säpop" svär jag att personligen överräcka de anklagades hemadresser till mina vänner på Baltic Inkasso. | „ |
| – Andres Lokko | |   |

Henrik Dorsin har i intervjuer berättat hur illa han tog vid sig av Lokkos recension, och den lavin av sågningar som följde i dess spår.